# Wyścig Pokoju 1952
V edycja Wyścigu Pokoju (fr. Course de la Paix) miała miejsce między 30 kwietnia a 12 maja 1952 roku. Do organizatorów – polskiej Trybuny Ludu i czechosłowackiego Rudého Práva – dołączyła redakcja gazety z NRD Neues Deutschland i Związek Kolarski NRD. Po raz pierwszy w swojej historii wyścig prowadził przez terytorium NRD. Odbywał się na trasie z Warszawy przez Berlin do Pragi i miał długość 2153 km. W klasyfikacji indywidualnej zwyciężył reprezentujący Wielką Brytanię Szkot Ian Steel. W klasyfikacji drużynowej zwyciężyła po raz pierwszy w historii reprezentacja Wielkiej Brytanii. Sędzią głównym wyścigu był Polak Stanisław Cieślak.

## Zmiany w wyścigu i regulaminie
Kolarze startujący w wyścigu zaczęli otrzymywać dodatkowe nagrody. Przewodniczący Rady Państwa ufundował puchar dla najlepszej drużyny na polskiej części wyścigu, a premier – dla najlepszego kolarza na tej części wyścigu (podobne nagrody ufundowane zostały w NRD i Czechosłowacji). Od 1952 r. wyścigowi towarzyszył również charakterystyczny hejnał. W regulaminie zmieniono kolor koszulek dla drużynowych liderów wyścigu. Od tej edycji mieli oni jechać w niebieskich koszulkach z symbolem białego gołębia na piersi. Nadal utrzymano restrykcyjne kary dotyczące naprawy rowerów.

## Lista startowa
W wyścigu wystartowało 94 kolarzy, spośród których 65 dotarło do mety w Warszawie. Byli oni członkami 16 zespołów. Po raz pierwszy w wyścigu udział wzięli kolarze z Austrii, Belgii i Holandii. Reprezentacje Francji, Finlandii i Włoch zostały wystawione przez robotnicze związki sportowe: francuski Fédération Sportive et Gymnique du Travail (FSGT), fiński Työväen Urheiluliitto (TUL) oraz włoski Unione Italiana Sport Per Tutti (UISP). Większość drużyn składała się z 6 zawodników. Wyjątkiem były zespoły Francji, Włoch i Polonii francuskiej, złożone z pięciu kolarzy. W wyścigu udział wziął również jeden kolarz z Albanii – Piro Anghelli.
Zespoły i kolarze, którzy wzięli udział w 5. edycji Wyścigu Pokoju:
| ANGLIA                  | ANGLIA             | ANGLIA          | ANGLIA              | RUMUNIA                                       | RUMUNIA                                       | RUMUNIA                                       | RUMUNIA                                       |
| ----------------------- | ------------------ | --------------- | ------------------- | --------------------------------------------- | --------------------------------------------- | --------------------------------------------- | --------------------------------------------- |
| 1                       | Bevis Wood         | 4               | Ken Jowett          | 55                                            | Ervant Norhadian                              | 58                                            | Marin Dumitrescu                              |
| 2                       | Frank Seel         | 5               | Ian Steel           | 56                                            | Constantin Șandru                             | 59                                            | Nicolae Maxim                                 |
| 3                       | Leslie Scales      | 6               | John Greenfield     | 57                                            | Petre Nuță                                    | 60                                            | Nicolae Chicomban                             |
| AUSTRIA                 | AUSTRIA            | AUSTRIA         | AUSTRIA             | WOLNE TERYTORIUM TRIESTU (drużyna robotnicza) | WOLNE TERYTORIUM TRIESTU (drużyna robotnicza) | WOLNE TERYTORIUM TRIESTU (drużyna robotnicza) | WOLNE TERYTORIUM TRIESTU (drużyna robotnicza) |
| 7                       | Alfred Sitzwohl    | 10              | Johann Karlik       | 61                                            | Giuliano Donadell                             | 64                                            | Livio Zanolla                                 |
| 8                       | Franz Deutsch      | 11              | Karl Cerkovnik      | 62                                            | Giuseppe Bordon                               | 65                                            | Merano Mallich                                |
| 9                       | Franz Weißenbacher | 12              | Franz Skrucny       | 63                                            | Enrico Sossi                                  | 66                                            | Vittorio Zorzenon                             |
| BELGIA                  | BELGIA             | BELGIA          | BELGIA              | WĘGRY                                         | WĘGRY                                         | WĘGRY                                         | WĘGRY                                         |
| 13                      | Gustav Verschueren | 16              | Robert Raymond      | 67                                            | Tibor Vida                                    | 70                                            | Gyula Domjan                                  |
| 14                      | Raymond Vanhoven   | 17              | Joseph Bauwens      | 68                                            | Gyula Sere                                    | 71                                            | Mihály Mayer                                  |
| 15                      | Frans van Looveren | 18              | Josef Verhelst      | 69                                            | Pál Kucsera                                   | 72                                            | Lajos Szabó                                   |
| BUŁGARIA                | BUŁGARIA           | BUŁGARIA        | BUŁGARIA            | WŁOCHY (UISP)                                 | WŁOCHY (UISP)                                 | WŁOCHY (UISP)                                 | WŁOCHY (UISP)                                 |
| 19                      | Dimityr Bobczew    | 22              | Dimityr Kolew       | 73                                            | Domenico Perotti                              | 76                                            | Alberto Ferri                                 |
| 20                      | Bojan Kocew        | 23              | Miłko Rusew         | 74                                            | Edmondo Galotta                               | 77                                            | Luigi Federici                                |
| 21                      | Petyr Georgiew     | 24              | Ilija Wełczew       | 75                                            | Francesco Parisini                            | 78                                            | numer nieprzydzielony                         |
| DANIA                   | DANIA              | DANIA           | DANIA               | NIEMIECKA REPUBLIKA DEMOKRATYCZNA             | NIEMIECKA REPUBLIKA DEMOKRATYCZNA             | NIEMIECKA REPUBLIKA DEMOKRATYCZNA             | NIEMIECKA REPUBLIKA DEMOKRATYCZNA             |
| 25                      | Gunnar Røpke       | 28              | Finn Christoffersen | 79                                            | Rudi Kirchhoff                                | 82                                            | Gustav-Adolf Schur                            |
| 26                      | Christian Pedersen | 29              | Frank Skov Jensen   | 80                                            | Heinz Gleinig                                 | 83                                            | Bernhard Trefflich                            |
| 27                      | Helge Hansen       | 30              | Jørgen Falkbøll     | 81                                            | Paul Dinter                                   | 84                                            | Horst Gaede                                   |
| FINLANDIA (TUL)         | FINLANDIA (TUL)    | FINLANDIA (TUL) | FINLANDIA (TUL)     | CZECHOSŁOWACJA                                | CZECHOSŁOWACJA                                | CZECHOSŁOWACJA                                | CZECHOSŁOWACJA                                |
| 31                      | Onni Niemi         | 34              | Sulo Punkinen       | 85                                            | Jan Veselý                                    | 88                                            | Jan Kněžourek                                 |
| 32                      | Veikko Haaga       | 35              | Eino Salminen       | 86                                            | Karel Nesl                                    | 89                                            | Josef Skořepa                                 |
| 33                      | Veikko Kasslin     | 36              | Vaino Kasslin       | 87                                            | Stanislav Svoboda                             | 90                                            | Lubomír Puklický                              |
| FRANCJA (FSGT)          | FRANCJA (FSGT)     | FRANCJA (FSGT)  | FRANCJA (FSGT)      | POLONIA FRANCUSKA                             | POLONIA FRANCUSKA                             | POLONIA FRANCUSKA                             | POLONIA FRANCUSKA                             |
| 37                      | Eugène Garnier     | 40              | Gabriel Audemard    | 91                                            | Jan Stabliński                                | 94                                            | Ryszard Kruszyna                              |
| 38                      | André Laurent      | 41              | Pierre Favier       | 92                                            | Jan Kuźnicki                                  | 95                                            | Konrad Lipka                                  |
| 39                      | Robert Jonet       |                 |                     | 93                                            | Henryk Seliga                                 |                                               |                                               |
| HOLANDIA                | HOLANDIA           | HOLANDIA        | HOLANDIA            | POLSKA                                        | POLSKA                                        | POLSKA                                        | POLSKA                                        |
| 43                      | Albertus Donker    | 46              | Daniël de Groot     | 97                                            | Henryk Hadasik                                | 100                                           | Stanisław Królak                              |
| 44                      | Johannes La Grouw  | 47              | Johannes van Ingen  | 98                                            | Jerzy Jarząbek                                | 101                                           | Wacław Wrzesiński                             |
| 45                      | Wilhelmus Remkes   | 48              | André van Neerden   | 99                                            | Władysław Klabiński                           | 102                                           | Wacław Wójcik                                 |
| ALBANIA (INDYWIDUALNIE) |                    |                 |                     |                                               |                                               |                                               |                                               |
| 102a                    | Piro Anghelli      |                 |                     |                                               |                                               |                                               |                                               |

## Trasa wyścigu
5. edycja Wyścigu Pokoju była najdłuższa z dotychczasowych. Liczyła 2135 km, podzielonych na dwanaście etapów, i rozpoczynała się w Warszawie, a kończyła w Pradze. Po raz pierwszy w historii kolarze jechali również przez terytorium NRD. Pierwsze cztery etapy prowadziły przez terytorium Polski. Szósty etap rozpoczynał się we Wrocławiu, a kończył w nadgranicznym Görlitz, już na terenie NRD. Kolejne cztery etapy prowadziły właśnie przez to państwo, a meta jednego z etapów i start kolejnego miały miejsce w Berlinie (w jego wschodniej części). Ostatnie trzy etapy, które poprzedził dzień przerwy, w całości rozgrywane były na terenie Czechosłowacji. Najdłuższym etapem był, liczący 223 km, III etap z Łodzi do Chorzowa. Najkrótszym etapem był etap I dookoła Warszawy, liczący 105 km.

## Przebieg wyścigu
W 5. edycji Wyścigu Pokoju z bardzo dobrej strony pokazał się Jan Stabliński, jadący w barwach Polonii Francuskiej, który był liderem na półmetku wyścigu. Cały czas toczył on walkę z Belgami, Holendrami, reprezentantem Czechosłowacji Janem Veselým, reprezentantami NRD, Bułgarami Miłko Rusewem i Dimityrem Bobczewem oraz Austriakiem Franzem Deutschem. Później jednak do głosu doszli jadący świetnie zespołowo reprezentanci Wielkiej Brytanii z Ianem Steelem na czele. Rozpoczęli oni swój atak na VII etapie, a na VIII jeszcze raz go ponowili. Dzięki temu Steel zdobył żółtą koszulkę lidera wyścigu, a na kolejnym etapie, przyjeżdżając w czołówce, umocnił się na tej pozycji i później mógł już spokojnie kontrolować sytuację, a jego koledzy pilnować triumfu w klasyfikacji drużynowej wyścigu. Ostatecznie wyścig zakończył się jedynym w historii triumfem reprezentanta i drużyny Wielkiej Brytanii w klasyfikacjach indywidualnej i drużynowej.

## Etapy

### I etap, (30 kwietnia 1952), dookołaWarszawy(105 km)
Pierwszy, najkrótszy etap 5. edycji Wyścigu Pokoju był rywalizacją kolarzy z Belgii i Czechosłowacji. Ostatecznie zwycięzcą został Belg Gustav Verschuren, któremu udało się odskoczyć nieco od peletonu i samotnie minąć linię mety. Przed główną grupą przyjechał również jego kolega z reprezentacji Joseph Verhelst. Z głównej grupy najlepiej finiszowali kolarze czechosłowaccy Jan Veselý i Stanislav Svoboda. Dzięki takim wynikom pierwszym liderem w klasyfikacji drużynowej została Belgia. Etap ten zakończył się natomiast klęską dla reprezentacji Polski. Najlepszy z Polaków, Jerzy Jarząbek, ukończył etap na 65. miejscu. Reprezentacja Polski została sklasyfikowana na ostatnim, 16. miejscu w klasyfikacji drużynowej ze stratą piętnastu minut do Belgów (pozostałe piętnaście reprezentacji miało nikłą stratę do liderów). Na taką sytuację wpływ miała narzucona odgórnie taktyka, w myśl której polscy zawodnicy podzieleni zostali na pary i jeżeli któryś z zawodników miał defekt, drugi miał zostać mu do pomocy. Jako pierwszy defekt miał Władysław Klabiński, któremu do pomocy został drugi z „pary” – Stanisław Królak. Nie mieli oni jednak szansy dogonić pędzącego peletonu. Później od głównej grupy odstał Wacław Wójcik, następnie dętki przebijali Henryk Hadasik i Wacław Wrzesiński, a na koniec ostatni z Polaków jadących w głównej grupie – Jerzy Jarząbek – uczestniczył w kraksie na ulicach Warszawy i również stracił nieco w stosunku do zwycięzców.
| L.p. | Zawodnik           | Czas/strata |
| ---- | ------------------ | ----------- |
| 1.   | Gustav Verschueren | 2:35,14     |
| 2.   | Josef Verhelst     | +0,24       |
| 3.   | Jan Veselý         | +0,37       |
| 4.   | Stanislav Svoboda  | +0,37       |
| 5.   | Raymond Vanhoven   | +0,37       |
| 6.   | Eugène Garnier     | +0,37       |
| 7.   | Gunnar Røpke       | +0,37       |
| 8.   | Rudi Kirchhoff     | +0,37       |
| 9.   | Alfred Sitzwohl    | +0,37       |
| 10.  | Johannes La Grouw  | +0,37       |

### II etap, (1 maja 1952), Warszawa -Łódź(139 km)
Drugi etap, ponownie był etapem krótkim, który rozstrzygnął się w końcówce. Tym razem długi finisz wygrał reprezentant Czechosłowacji Stanislav Svoboda, który pokonał Belga Fransa van Loverena. Wyprzedzili oni główną grupę o nieco ponad dziesięć sekund. Lider wyścigu Gustav Verschueren przyjechał poza czołową dziesiątką, jednak utrzymał prowadzenie w klasyfikacji generalnej, podobnie jak reprezentacja Belgii w klasyfikacji drużynowej. Polacy znowu zaprezentowali się bardzo słabo. Najlepszy z nich Wacław Wójcik ukończył etap na 43. miejscu ze stratą ponad minuty do zwycięzcy. Reprezentacja Polski znowu została sklasyfikowana na 16. (ostatnim) miejscu, a jej strata do liderów powiększyła się o kolejne cztery minuty.
| L.p. | Zawodnik           | Czas/strata |
| ---- | ------------------ | ----------- |
| 1.   | Stanislav Svoboda  | 3:51,15     |
| 2.   | Frans van Looveren | +0,00       |
| 3.   | Jan Veselý         | +0,11       |
| 4.   | Christian Pedersen | +0,11       |
| 5.   | Jan Kněžourek      | +0,12       |
| 6.   | John Greenfield    | +0,13       |
| 7.   | André van Neerden  | +0,14       |
| 8.   | Wilhelmus Remkes   | +0,15       |
| 9.   | Petyr Georgiew     | +0,16       |
| 10.  | Daniël de Groot    | +0,17       |

### III etap, (2 maja 1952), Łódź -Chorzów(223 km)
Trzeci etap 5. edycji Wyścigu Pokoju był też jej najdłuższym etapem. Jego bohaterem został zawodnik zespołu Polonii Francuskiej, późniejszy mistrz świata Jan Stabliński. Wygrał on etap po samotnej ucieczce z przewagą ponad minuty nad drugim na mecie Holendrem Daanem de Groot. Lider wyścigu Belg Gustav Verschueren przyjechał na metę czwarty, dzięki czemu Stabliński został nowym liderem wyścigu. Dobra postawa Niemców z NRD spowodowała, że zespół NRD został nowym liderem w klasyfikacji drużynowej. Po koszmarnej jeździe na pierwszych dwóch etapach z nieco lepszej strony pokazali się Polacy. Najlepszy z nich Henryk Hadasik zajął 8. miejsce, a reprezentacja awansowała na siódmą lokatę, choć jej strata do liderów znów się powiększyła.
| L.p. | Zawodnik           | Czas/strata |
| ---- | ------------------ | ----------- |
| 1.   | Jan Stabliński     | 5:17,04     |
| 2.   | Daniël de Groot    | +1,07       |
| 3.   | Jørgen Falkbøll    | +1,09       |
| 4.   | Gustav Verschueren | +1,10       |
| 5.   | Constantin Șandru  | +1,11       |
| 6.   | Heinz Gleinig      | +1,14       |
| 7.   | Bernhard Trefflich | +1,14       |
| 8.   | Henryk Hadasik     | +1,29       |
| 9.   | Johannes van Ingen | +1,44       |
| 10.  | Christian Pedersen | +3,03       |

### IV etap, (3 maja 1952),Katowice-Wrocław(189 km)
Czwarty etap wyścigu zakończył się ponownie zwycięstwem kolarzy, którzy zdecydowali się na ucieczkę. Wygrał Bułgar Dimityr Bobczew, a tuż za nim linię mety minął reprezentant NRD Gustav-Adolf Schur. Na finiszu odskoczyli oni od Duńczyka Jörgena Falkbølla. Lider wyścigu Jan Stabliński kontrolował sytuację i minął linię mety na piątym miejscu ze stratą około trzech minut do zwycięzcy. Z niezłej strony pokazali się Polacy, którzy zespołowo wygrali etap. Dwóch z nich znalazło się w pierwszej dziesiątce. W klasyfikacji drużynowej prowadzenie utrzymała drużyna NRD.
| L.p. | Zawodnik            | Czas/strata |
| ---- | ------------------- | ----------- |
| 1.   | Dimityr Bobczew     | 4:37,43     |
| 2.   | Gustav-Adolf Schur  | +0,00       |
| 3.   | Jørgen Falkbøll     | +0,17       |
| 4.   | Daniël de Groot     | +2,53       |
| 5.   | Jan Stabliński      | +3,03       |
| 6.   | Gustav Verschueren  | +3,03       |
| 7.   | Jan Veselý          | +3,18       |
| 8.   | Władysław Klabiński | +3,18       |
| 9.   | Stanisław Królak    | +3,18       |
| 10.  | Ian Steel           | +3,25       |

### V etap, (4 maja 1952), Wrocław -Görlitz(180 km)
Piąty etap, kończył polską część 5. edycji Wyścigu Pokoju. Meta usytuowana była w nadgranicznym Görlitz już po stronie NRD. Na tym etapie ponownie z dobrej strony pokazał się lider wyścigu Jan Stabliński z Polonii Francuskiej. Na metę dojechał w dwuosobowej ucieczce z Bułgarem Miłko Rusewem, który wygrał ten etap. Stabliński umocnił się na pozycji lidera i wielu zaczęło upatrywać w nim faworyta do wygrania całego wyścigu. W klasyfikacji drużynowej prowadziła nadal reprezentacja NRD.
| L.p. | Zawodnik           | Czas/strata |
| ---- | ------------------ | ----------- |
| 1.   | Miłko Rusew        | 4:45,13     |
| 2.   | Jan Stabliński     | +0,02       |
| 3.   | Jan Veselý         | +1,21       |
| 4.   | Stanislav Svoboda  | +1,21       |
| 5.   | Gustav Verschueren | +2,16       |
| 6.   | Daniël de Groot    | +2,20       |
| 7.   | Robert Jonet       | +3,02       |
| 8.   | John Greenfield    | +3,11       |
| 9.   | Gustav-Adolf Schur | +3,21       |
| 10.  | Ian Steel          | +5,42       |

### VI etap, (6 maja 1952),Budziszyn-Berlin(208 km)
Szósty etap 5. edycji Wyścigu Pokoju, który odbył się po dniu odpoczynku, był popisem jednego kolarza, Austriaka Franza Deutscha. Wygrał on etap po samotnej jeździe z przewagą blisko czterech i pół minuty nad drugim na mecie Belgiem Fransem van Loveren i ponad pięciu minut nad peletonem, który przyprowadził inny Austriak Alfred Sitzwohl. Lider wyścigu Jan Stabliński przyjechał w czołówce głównej grupy i utrzymał prowadzenie w wyścigu. Drużynowymi liderami nadal była ekipa NRD, a kolarze po raz pierwszy finiszowali w Berlinie.
| L.p. | Zawodnik           | Czas/strata |
| ---- | ------------------ | ----------- |
| 1.   | Franz Deutsch      | 5:31,36     |
| 2.   | Frans van Looveren | +4,27       |
| 3.   | Alfred Sitzwohl    | +5,19       |
| 4.   | Jan Veselý         | +5,19       |
| 5.   | Jan Kuźnicki       | +5,19       |
| 6.   | Daniël de Groot    | +5,19       |
| 7.   | Jan Stabliński     | +5,19       |
| 8.   | Gustav Verschueren | +5,19       |
| 9.   | Josef Verhelst     | +5,19       |
| 10.  | André van Neerden  | +5,21       |
| 10.  | Paul Dinter        | +5,21       |
| 10.  | Karel Nesl         | +5,21       |

### VII etap, (7 maja 1952), Berlin -Lipsk(205 km)
Siódmy etap to pierwszy atak reprezentacji Wielkiej Brytanii. Kolarzy jadący w jej barwach zainicjowali 14-osobową ucieczkę. Nie znalazł się w niej dotychczasowy lider wyścigu Jan Stabliński z Polonii Francuskiej, skutkiem czego stracił koszulkę lidera wyścigu na rzecz Jana Veselego z ekipy Czechosłowacji. Jednak tracił do niego tylko jedną sekundę. Ostatecznie w Lipsku najlepszy okazał się inny reprezentant Polonii Francuskiej Jan Kuźnicki, który minimalnie wyprzedził Bułgara Miłko Rusewa. Inicjatorzy ucieczki, Brytyjczycy, znaleźli się pod koniec pierwszej dziesiątki, jednak drużynowo wygrali ten etap i dzięki temu przejęli prowadzenie w klasyfikacji drużynowej wyścigu. W 14-osobowej ucieczce znalazł się też jeden reprezentant Polski - Wacław Wójcik, który ostatecznie ukończył etap na 13. miejscu.
| L.p. | Zawodnik          | Czas/strata |
| ---- | ----------------- | ----------- |
| 1.   | Jan Kuźnicki      | 5:30,42     |
| 2.   | Miłko Rusew       | +0,01       |
| 3.   | Rudi Kirchhoff    | +0,02       |
| 4.   | Franz Deutsch     | +0,03       |
| 5.   | Johannes La Grouw | +0,04       |
| 6.   | Robert Jonet      | +0,04       |
| 7.   | Karel Nesl        | +0,05       |
| 8.   | Gunnar Røpke      | +0,06       |
| 9.   | Ian Steel         | +0,07       |
| 10.  | Bevis Wood        | +0,07       |

### VIII etap, (8 maja 1952), Lipsk –Chemnitz(212 km)
Ósmy etap przyniósł ponowny atak reprezentacji Wielkiej Brytanii. Tym razem w sześcioosobowej czołówce jedzie aż trzech Brytyjczyków. Kolarze po raz pierwszy w historii Wyścigu Pokoju pokonują stromą Bergstraße w miejscowości Meerane, nazwaną wówczas „ścianą płaczu” (340-metrowy odcinek ulicy, którego nachylenie wynosi 12%). Ostatecznie w Chemnitz etap wygrywa Belg Raymond Vanhoven. Jednak największym zwycięzcą etapu został Szkot Ian Steel, reprezentujący Wielką Brytanię, który zdobył koszulkę lidera wyścigu, gdyż dotychczasowi lider Jan Veselý i wicelider Jan Stabliński stracili do niego niemal dziesięć minut. Zespół Wielkiej Brytanii umocnił się również na pozycji lidera w klasyfikacji drużynowej wyścigu.
| L.p. | Zawodnik           | Czas/strata |
| ---- | ------------------ | ----------- |
| 1.   | Raymond Vanhoven   | 5:54,12     |
| 2.   | Stanislav Svoboda  | +0,01       |
| 3.   | John Greenfield    | +0,03       |
| 4.   | Ian Steel          | +0,04       |
| 5.   | Ken Jowett         | +0,06       |
| 6.   | Bernhard Trefflich | +0,16       |
| 7.   | Gustav Verschueren | +4,53       |
| 8.   | Jan Veselý         | +9,51       |
| 9.   | Daniël de Groot    | +9,52       |
| 10.  | Jan Stabliński     | +9,53       |

### IX etap, (9 maja 1952), Chemnitz –Bad Schandau(117 km)
Dziewiąty etap ponownie padł łupem kolarzy, którzy znaleźli się w ucieczce. Tym razem liczyła ona pięć osób. Wśród nich znalazł się lider wyścigu Ian Steel, reprezentujący Wielką Brytanię. Etapowe zwycięstwo odniósł reprezentant Czechosłowacji Jan Veselý, który na finiszu pokonał Polaka Stanisława Królaka, co było jednym z pierwszych zwiastunów jego późniejszych triumfów w Wyścigu Pokoju. Kolejną stratę na tym etapie poniósł Jan Stabliński, który przyjechał na czele drugiej grupy, niemal pięć minut za Veselým. Reprezentacja Wielkiej Brytanii, spokojnie kontrolując sytuację, utrzymała w klasyfikacji drużynowej znaczną przewagę nad kolejnymi zespołami. Po tym etapie zakończyła się niemiecka część wyścigu, a kolejny dzień był dniem odpoczynku.
| L.p. | Zawodnik           | Czas/strata |
| ---- | ------------------ | ----------- |
| 1.   | Jan Veselý         | 3:11,22     |
| 2.   | Stanisław Królak   | +0,00       |
| 3.   | Josef Verhelst     | +0,00       |
| 4.   | Ian Steel          | +0,01       |
| 5.   | Petyr Georgiew     | +0,02       |
| 6.   | Jan Stabliński     | +4,55       |
| 7.   | Luigi Federici     | +4,56       |
| 8.   | Gustav Verschueren | +5,09       |
| 9.   | Johannes La Grouw  | +5,09       |
| 10.  | Wacław Wójcik      | +5,10       |

### X etap, (11 maja 1952),Hřensko-Pilzno(210 km)
Rozgrywany po dniu przerwy dziesiąsty etap 5. edycji Wyścigu Pokoju, był pierwszym etapem w czechosłowackiej części wyścigu. Przyniósł on próbę kontrataku ze strony Jana Stablińskiego z Poloniii Francuskiej, który po samotnej ucieczce wygrał ten etap odrabiając nieco strat do lidera wyścigu Iana Steela z Wielkiej Brytanii. Jednak lider wyścigu i jego zespół mieli wszystko pod kontrolą i nie pozwolili Stablińskiemu uciec zbyt daleko. W klasyfikacji drużynowej przewaga Wielkiej Brytanii pozostała niezagrożona.
| L.p. | Zawodnik            | Czas/strata |
| ---- | ------------------- | ----------- |
| 1.   | Jan Stabliński      | 5:51,54     |
| 2.   | Franz Deutsch       | +0,44       |
| 3.   | Gustav-Adolf Schur  | +0,45       |
| 4.   | Wacław Wójcik       | +0,49       |
| 5.   | Gunnar Røpke        | +1,28       |
| 6.   | Stanislav Svoboda   | +2,50       |
| 7.   | Miłko Rusew         | +2,50       |
| 8.   | Frans van Looveren  | +2,50       |
| 9.   | Władysław Klabiński | +2,50       |
| 10.  | Jan Kněžourek       | +2,50       |

### XI etap, (12 maja 1952), Pilzno –Czeskie Budziejowice(152 km)
Na jedenastym etapie powiodła się ucieczka dwóch kolarzy Holendra Daana de Groota i Włocha Luigiego Federici. Przyjechali oni na metę z ponad trzyminutową przewagą nad główną grupą, w której spokojnie jechał lider wyścigu Ian Steel z Wielkiej Brytanii. Etap po finiszu wygrał de Groot. W klasyfikacji generalnej wyścigu, zarówno indywidualnej jak i drużynowej nie doszło do żadnych zmian w czołówce.
| L.p. | Zawodnik           | Czas/strata |
| ---- | ------------------ | ----------- |
| 1.   | Daniël de Groot    | 3:53,46     |
| 2.   | Luigi Federici     | +0,01       |
| 3.   | Stanislav Svoboda  | +3,03       |
| 4.   | Miłko Rusew        | +3,03       |
| 5.   | Jan Veselý         | +3,03       |
| 6.   | Alfred Sitzwohl    | +3,04       |
| 7.   | Gustav Verschueren | +3,04       |
| 8.   | Jan Stabliński     | +3,04       |
| 9.   | Gunnar Røpke       | +3,05       |
| 10.  | Rudi Kirchhoff     | +3,05       |

### XII etap, (13 maja 1952), Czeskie Budziejowice –Praga(195 km)
Przed ostatnim etapem 5. edycji Wyścigu Pokoju liderzy klasyfikacji zarówno indywidualnej, jak i drużynowej mieli na tyle dużą przewagę, że tylko pech mógł pozbawić ich zwycięstwa. Skorzystali z tego kolarze gospodarzy, czyli Czechosłowacji, których czterech znalazło się w pierwszej dziesiątce. Zwycięzcą etapu został Josef Skořepa, który niedaleko od mety oderwał się od współtowarzysza ucieczki Gustava-Adolfa Schura z NRD i wygrał etap. Trzecie miejsce zajął kolejny reprezentant Czechosłowacji Stanislav Svoboda, który przyprowadził główną grupę. Zwycięzcą wyścigu został reprezentujący Wielką Brytanię Ian Steel, który został drugim po Aleksandarze Zoriciu triumfatorem Wyścigu Pokoju, który nie wygrał etapu. W klasyfikacji drużynowej zwyciężyła reprezentacja Wielkiej Brytanii. Były to jedyne zwycięstwa kolarzy z tego kraju zarówno w klasyfikacji indywidualnej, jak i drużynowej. Polscy kolarze nie mogli zaliczyć wyścigu do udanych. Najlepszy z nich, Wacław Wójcik, został ostatecznie sklasyfikowany na 14. miejscu ze stratą ponad 48 minut do zwycięzcy. Reprezentacja Polski została sklasyfikowana na piątym miejscu ze stratą ponad godziny i dwudziestu minut do Brytyjczyków. Radość polskim kibicom sprawił za to Jan Stabliński, który ostatecznie ukończył wyścig na trzecim miejscu ze stratą trzech minut i ośmiu sekund do Iana Steela. Zespół Polonii Francuskiej, w barwach której jechał Stabliński, został zdekompletowany i nie był klasyfikowany jako drużyna.
| L.p. | Zawodnik           | Czas/strata |
| ---- | ------------------ | ----------- |
| 1.   | Josef Skořepa      | 5:30,44     |
| 2.   | Gustav-Adolf Schur | +0,34       |
| 3.   | Stanislav Svoboda  | +4,30       |
| 4.   | Jan Veselý         | +4,31       |
| 5.   | Alfred Sitzwohl    | +4,32       |
| 6.   | Josef Verhelst     | +4,32       |
| 7.   | Jan Kněžourek      | +4,32       |
| 8.   | Gustav Verschueren | +4,32       |
| 9.   | Ian Steel          | +4,32       |
| 10.  | Johannes La Grouw  | +4,33       |

### Etapy podsumowanie
| Etap      | Data        | Start - meta                  | Długość (km) | Zwycięzca etapu    | Czas      | Lider wyścigu      | Lider klasyfikacji drużynowej |
| I etap    | 30 kwietnia | dookoła Warszawy              | 105 km       | Gustav Verschueren | 2h 35'14" | Gustav Verschueren | Belgia                        |
| II etap   | 1 maja      | Warszawa - Łódź               | 139 km       | Stanislav Svoboda  | 3h 51'15" | Gustav Verschueren | Belgia                        |
| III etap  | 2 maja      | Łódź - Chorzów                | 223 km       | Jan Stabliński     | 5h 17'04" | Jan Stabliński     | NRD                           |
| IV etap   | 3 maja      | Katowice - Wrocław            | 189 km       | Dimityr Bobczew    | 4h 37'43" | Jan Stabliński     | NRD                           |
| V etap    | 4 maja      | Wrocław - Görlitz             | 180 km       | Miłko Rusew        | 4h 45'13" | Jan Stabliński     | NRD                           |
| VI etap   | 6 maja      | Budziszyn - Berlin            | 208 km       | Franz Deutsch      | 5h 31'36" | Jan Stabliński     | NRD                           |
| VII etap  | 7 maja      | Berlin - Lipsk                | 205 km       | Jan Kuźnicki       | 5h 30'42" | Jan Veselý         | Anglia                        |
| VIII etap | 8 maja      | Lipsk - Chemnitz              | 212 km       | Raymond Vanhoven   | 5h 54'12" | Ian Steel          | Anglia                        |
| IX etap   | 9 maja      | Chemnitz - Bad Schandau       | 117 km       | Jan Veselý         | 3h 11'22" | Ian Steel          | Anglia                        |
| X etap    | 11 maja     | Hřensko - Pilzno              | 210 km       | Jan Stabliński     | 5h 51'54" | Ian Steel          | Anglia                        |
| XI etap   | 12 maja     | Pilzno - Czeskie Budziejowice | 152 km       | Daniël de Groot    | 3h 53'46" | Ian Steel          | Anglia                        |
| XII etap  | 13 maja     | Czeskie Budziejowice - Praga  | 195 km       | Josef Skořepa      | 5h 30'44" | Ian Steel          | Anglia                        |

## Klasyfikacja indywidualna
Koszulka żółta
| L.p. | Zawodnik            | Czas/strata | L.p. | Zawodnik           | Czas/strata |
| ---- | ------------------- | ----------- | ---- | ------------------ | ----------- |
| 1.   | Ian Steel           | 57:06,17    | 34.  | Gyula Sere         | +1:56,43    |
| 2.   | Jan Veselý          | +2,35       | 35.  | Nicolae Chicomban  | +1:58,01    |
| 3.   | Jan Stabliński      | +3,08       | 36.  | Raymond Vanhoven   | +2:12,07    |
| 4.   | Gustav Verschueren  | +6,45       | 37.  | Frans van Looveren | +2:18,13    |
| 5.   | Daniël de Groot     | +9,34       | 38.  | Alberto Ferri      | +2:25,24    |
| 6.   | Ken Jowett          | +15,19      | 39.  | Dimityr Bobczew    | +2:28,58    |
| 7.   | Franz Deutsch       | +17,54      | 40.  | Dimityr Kolew      | +2:30,04    |
| 8.   | John Greenfield     | +23,58      | 41.  | Leslie Scales      | +2:38,47    |
| 9.   | Bernhard Trefflich  | +24,00      | 42.  | Helge Hansen       | +2:53,39    |
| 10.  | Gustav-Adolf Schur  | +24,04      | 43.  | Pierre Favier      | +2:55,29    |
| 11.  | Miłko Rusew         | +25,59      | 44.  | Heinz Gleinig      | +2:55,48    |
| 12.  | Johannes La Grouw   | +31,58      | 45.  | Tibor Vida         | +2:56,02    |
| 13.  | Bevis Wood          | +38,58      | 46.  | Petyr Georgiew     | +2:57,01    |
| 14.  | Wacław Wójcik       | +48,02      | 47.  | Wilhelmus Remkes   | +3:24,15    |
| 15.  | Stanislav Svoboda   | +51,02      | 48.  | Veikko Kasslin     | +3:25,26    |
| 16.  | Władysław Klabiński | +54,02      | 49.  | Petre Nuță         | +3:26,48    |
| 17.  | Frank Seel          | +56,16      | 50.  | Ervant Norhadian   | +3:41,38    |
| 18.  | Luigi Federici      | +58,11      | 51.  | Lajos Szabó        | +3:42,10    |
| 19.  | Gunnar Røpke        | +59,26      | 52.  | Frank Skov Jensen  | +3:43,46    |
| 20.  | Karel Nesl          | +1:05,10    | 53.  | Marin Dumitrescu   | +3:51,02    |
| 21.  | Josef Verhelst      | +1:07,02    | 54.  | Mihály Mayer       | +4:06,48    |
| 22.  | Stanisław Królak    | +1:11,44    | 55.  | Horst Gaede        | +4:22,00    |
| 23.  | Henryk Hadasik      | +1:12,54    | 56.  | Domenico Perotti   | +4:34,10    |
| 24.  | Bojan Kocew         | +1:13,44    | 57.  | Jerzy Jarząbek     | +4:44,28    |
| 25.  | Paul Dinter         | +1:15,38    | 58.  | Johann Karlik      | +5:01,52    |
| 26.  | Alfred Sitzwohl     | +1:18,05    | 59.  | Vittorio Zorzenon  | +5:03,45    |
| 27.  | Wacław Wrzesiński   | +1:21,00    | 60.  | Onni Niemi         | +6:54,01    |
| 28.  | Josef Skořepa       | +1:29,12    | 61.  | Giuliano Donadell  | +7:25,13    |
| 29.  | Joseph Bauwens      | +1:29,34    | 62.  | Eino Salminen      | +7:30,04    |
| 30.  | Rudi Kirchhoff      | +1:33,14    | 63.  | Livio Zanolla      | +7:40,51    |
| 31.  | Jan Kuźnicki        | +1:34,51    | 64.  | Vaino Kasslin      | +8:12,01    |
| 32.  | Jan Kněžourek       | +1:35,59    | 65.  | Franz Weißenbacher | +9:30,17    |
| 33.  | Constantin Șandru   | +1:39,57    |      |                    |             |

## Klasyfikacja drużynowa
Koszulka błękitna.
Na wynik składa się rzeczywista suma czasów - bez bonifikat - trzech pierwszych zawodników drużyny na każdym etapie.
| L.p. | Drużyna                           | Czas/strata | L.p. | Drużyna                  | Czas/strata     |
| ---- | --------------------------------- | ----------- | ---- | ------------------------ | --------------- |
| 1.   | Anglia                            | 171:37,40   | 9.   | Dania                    | +5:22,14        |
| 2.   | Czechosłowacja                    | +29,30      | 10.  | Austria                  | +6:12,38        |
| 3.   | Niemiecka Republika Demokratyczna | +55,49      | 11.  | Włochy                   | +6:15,56        |
| 4.   | Belgia                            | +1:16,51    | 12.  | Węgry                    | +7:36,48        |
| 5.   | Polska                            | +1:21,34    | 13.  | Finlandia                | +14:51,32       |
| 6.   | Bułgaria                          | +1:44,07    | 14.  | Wolne Terytorium Triestu | +20:31,34       |
| 7.   | Holandia                          | +2:45,46    |      | Francja                  | zdekompletowana |
| 8.   | Rumunia                           | +5:19,45    |      | Polonia francuska        | zdekompletowana |